# Bătălia de la Muncelu
Bătălia (Ofensiva) de la Muncelu (15 august – 21 august 1917) s-a desfășurat pe un teren extrem de dificil, cu păduri, râuri și mlaștini, ceea ce a făcut luptele să fie deosebit de crâncene și costisitoare. Ofensiva a fost susținută de un atac puternic al artileriei românești, care a reușit să distrugă liniile de comunicație ale inamicului. Armata română, sub conducerea generalului Eremia Grigorescu împreună cu mareșalul Alexandru Averescu, încep contra-ofensiva cu scopul de a respinge trupele germane alături de cele austro-ungare și a recupera pozițiile importante din pădurile de la Muncelu. Ofensiva română vizează flancurile nordice și sudice ale Muncelului.
Bătălia de la Muncelu fusese lansată de germani cu speranța unei victorii în fața armatelor române și ruse, dar speranța s-a prăbușit însă în asalturile zadarnice de pe dealul Porcului și bătălia și-a schimba aspectul. Germanii au fost nevoiți să se țină în defensivă, pentru a rezista asalturilor pe care românii, trecuți la ofensivă, le-au dat pe platoul Muncelului. Bătălia a luat sfârșit prin constatarea că niciunul dintre adversari nu poate rupe echilibrul tactic stabilit între cele două armate.

## Desfășurarea luptei
În ziua de 15 august, Divizia 216 germană și Corpul alpin au atacat puternic pozițiile Corpului 8 rus, cucerind Muncelul și înălțimile cu cotele 395, 422 și 354. Situația gravă creată prin retragerea trupelor ruse a fost restabilită de regimentele 18 infanterie și 2 vânători, din Armata 2 română, care prin două contraatacuri simultane au reușit să oprească înaintarea inamicului pe aliniamentul Mangalaciu, cota 441. În continuare, forțele Armatei 1 române au încercat să elibereze terenul pierdut și să oprească definitiv înaintarea germană. Renunțând la continuarea ofensivei pe frontul Armatei 1 române, comandamentul german a hotărât să atace cu flancul stâng al Corpului 18 armată în zona de joncțiune a armatelor 1 și 2 române. Această acțiune era menită să vină în sprijinul Grupului Gerock care acționa pe valea Oituzului, și împreună să treacă la încercuirea forțelor române de sub comanda generalului Alexandru Averescu.
În dimineața zilei de 16 august bombardamentul artileriei române a durat două ore, de la 6.00 la 8.00. Atacul de infanterie a fost început de trupele Brigăzii a 26-a din Divizia a 13-a, asupra satului Muncelu și a împrejurimilor acestuia, urmat apoi de Regimentul 57 din Divizia a II-a, aflat în rezerva grupului. Atacul s-a desfășurat anevoios, este descris astfel de C. Kirițescu: ''De cinci ori au reînnoit germanii atacurile, sub protecția violentului bombardament pornit din toate calibrele. Toate atacurile au ajuns la lupta corp la corp, la grenada de mână și la baionetă. Rău adăpostiți în tranșeele săpate sumar în timpul nopții, fără protecție eficace împotriva artileriei, soldații noștri au luptat cu vitejie și au rezistat cu eroism. Contraatacuri violente au aruncat înapoi pe dușmanul care se apropia prea mult de linia noastră (...) În fruntea companiei sale, pe care o conducea la contraatac, a căzut căpitanul Petre Ștefănescu din Regimentul 2 vânători.(...) Armata Română a înregistrat în cele două zile 596 de morți, 823 de răniți și 253 dispăruți. 
La 20 august, Regimentul 43/59 ocupă pozițiile de pe Dealul Secului alaturi de sublocotenentul Ecaterina Teodoroiu. 
La 21 august, generalul von Eben a ordonat încetarea ofensivei Corpului 18 armată german și trecerea la apărare pe întregul front al Armatei 9 germane. Trupele germane au primit ordin să se consolideze la teren pe aliniamentul general, marginea de est Muncelu, după cum se preciza în darea de seamă trimisă feldmareșalului A. von Mackensen, el ''ajunsese la convingerea că: continuarea atacului în acest teren extrem de greu și favorabil apărării, care a fost apărat cu îndârjire de către puternice forțe inamice, nu permite deocamdată niciun succes''. În aceeași zi a căzut în luptă, în sectorul Muncelu pe Dealul Secului, sublocotenentul Ecaterina Teodoroiu, Eroina de la Jiu. Ultimile sale cuvinte au fost: „Înainte băieți, nu vă lăsați, sunteți cu mine!”

## Urmări
Bătălia de la Muncelu fusese pornită de germani cu speranța că găsirea și exploatarea punctului slab, pe care-l forma sectorul rus din frontul român, va readuce în lagărul lor victoria scăpată din mână la Mărășești. Lipsa progreselor, dublată de pierderile însemnate (cade pe câmpul de luptă generalul german Karl von Wenninger) de partea ambelor părți, pun capăt ostilităților, oprind acțiunile ofensive pe aliniamentul pe care se aflau. Bătălia reprezintă ultima încercare majoră a trupelor Puterilor Centrale de a rupe echilibrul de forțe pe teatrul de operații din România. În același timp, forțele austro-ungare se aflau într-o poziție similară, fiind afectate din plin de înfrângerile suferite pe alte fronturi, neputând beneficia de un sprijin substanțial din partea aliaților germani.

## Pierderi
Pe 19 august, înainte ca cele două unități să poată fi transferate, Armata a IX-a a lansat o ultimă ofensivă și a ocupat Muncelu, în timp ce rușii se retrăgeau spre nord. Pe 20 august, unități din Divizia 9 Română, Divizia 13 Română și Divizia 15 Rusă au fost aduse pentru a recupera o parte din terenul pierdut. Atacul a fost efectuat cu curaj, chiar și de rușii care au atacat direct  Muncelu. În ziua de  21 august, trupele române au reușit să recucerească Muncelu. Pierderile au fost mari de ambele părți. Corpul Alpin a suferit enorm, în timp ce prizonierii ruși și-au estimat propriile pierderi la 50%. Petrecând după-amiaza zilei de 15 august în vârful Dealului Odobești pentru a supraveghea bătălia, generalul german Mackensen a observat că „Rușii și românii continuă să aducă noi divizii”.
Pe 15 august Divizia a 5-a germană a fost aproape decimată cu 2827 de morți și răniți și 3.500 de prizonieri. În doar șapte zile, unitatea a pierdut peste 6000 de oameni. Dar germanii nu au putut exploata succesul lor inițial, deoarece Divizia 14 Infanterie a fost adusă pentru a înlocui Divizia 5 Infanterie.